# Marina Mercante (Argentina)
La Marina Mercante es el conjunto de buques de transporte sin armamento al servicio de la República Argentina, los que son utilizados en actividades económicas destinados al transporte y distribución de productos o pasajeros entre puertos marítimos, lacustres y fluviales.

## Historia
La Flota Mercante de Argentina nació durante la Segunda Guerra Mundial, a raíz de que el conflicto bélico había generado perjuicios a la producción de bienes y su exportación en ese país. Uno de los problemas más graves era la escasez de bodegas para transportar los productos argentinos a los mercados exteriores e importar los insumos indispensables para la industria. La guerra submarina había desarticulado el comercio marítimo y, al igual que en la Primera Guerra Mundial (1914-1918), la Argentina se encontraba aislada del resto del mundo por la falta de una marina mercante nacional.
En enero de 1940 se creó una comisión asesora que estudió el tema y propuso algunas soluciones. Ese año el vicepresidente Ramón Castillo compró barcos de países beligerantes, paralizados en puertos argentinos: dieciséis italianos, cuatro daneses, tres alemanes y tres franceses. Los puso a cargo del Estado a través de diversos convenios con sus armadores o con los gobiernos respectivos; junto a dos buques transferidos por la Armada para fines comerciales y otros tantos se adquirieron a empresas privadas. Los diarios más prestigiosos reflejaron sus inquietudes, pero la comisión presidida por el almirante Francisco Stewart, procedió con celeridad.
En septiembre de 1941 una ley del Congreso legalizó estas medidas y días después, por decreto N.º 103.316, se creaba la «Flota Mercante del Estado» como organismo autónomo, en la jurisdicción del Ministerio de Marina. A fines de 1942 la Flota Mercante Argentina explotaba cuarenta y dos barcos, afectados todos ellos al servicio de ultramar, con un personal de 15 000 trabajadores, de los cuales el 90 % eran argentinos nativos. Poco antes de su fallecimiento, retirado ya a la vida privada y gravemente enfermo, accedió a recibir a un grupo de funcionarios de la Flota Mercante que venían a entregarle una medalla recordatoria de la creación del organismo. 
Para 1940 sólo en el rubros las remesas los pagos anuales pasaban de los 3.000 millones de pesos (1.000 millones de dólares de entonces). Sumando una descapitalización anual por envíos y evasiones que pasaba de los 6.000 millones de pesos anuales.
La eficiencia técnica y administrativa de la entidad autárquica nacional, se revela en los extraordinarios servicios rendidos a la economía del país. Al terminar la guerra, los gobiernos de Francia e Italia así como uno de los armadores daneses, hicieron uso de su opción de recompra con respecto a los once barcos cedidos en 1941 y 1943 respectivamente. Entretanto se había producido la renovación de la flota por parte del Estado, y el aumento del número de los buques y de la capacidad transportadora de los mismos, para que la flota nacional consolidara y ampliara.
Al terminar el primer año del gobierno constitucional de Juan Domingo Perón, en 1946, la Flota Mercante del Estado, contaba entre las unidades en servicio y en construcción, con un tonelaje de 281.000 toneladas, o sea casi tres veces más con los que contaba a fines de 1945. La finalidad de la política marítima del peronismo era contribuir a crear la independencia económica de la nación y procurarse el necesario abastecimiento de materias primas, suministrando servicios nacionales de transporte al gran volumen del comercio internacional del país. Finalmente y como dato relevante hay que decir que, en 1946 la edad media de la flota argentina alcanzaba los 21,2 años de antigüedad por buque, pero solo en 1951 ya se había reducido ese mismo índice a 13,5 años.
En 1947 el gobierno de Perón decretó que todas las mercaderías compradas y vendidas por reparticiones oficiales se transportaran en barcos estatales.
En el período 1947-1955 el tonelaje de la marina mercante argentina creció tanto en cantidad como en calidad. Se incorporaron nuevas embarcaciones de ultramar, muchas de ellas con bodegas frigoríficas. Se reforzó el tráfico costero y se apuntaló la flota petrolera con un plan de construcciones que se cumplió en su totalidad. Además, se contó con modernos transatlánticos de pasajeros. Durante el primer gobierno peronista el número de pasajeros transportados pasó de 1.9 millones en 1947 a 17.6 millones en 1951. De igual forma, las cargas se incrementaron de 575.4 a 866.7 miles de toneladas
Mientras la marina mercante mundial creció desde 1939 a 1951 en un 31%, la marina mercante argentina aumentó en un 286.6%. Este fue uno de los mayores crecimientos registrados por una marina mercante.
Este período, que correspondía al Primer Plan Quinquenal, fue el más fructíferos que jamás haya conocido la marina mercante argentina. La marina mercante argentina se constituyó en la más importante de América Latina, superando a la de Brasil desde 1948 en adelante.
En 1952 la flota mercante argentina no sólo era grande, sino que era también una de las más modernas del mundo. Tomando como base el tonelaje bruto, el 34.2% de la flota argentina tenía menos de 5 años en 1952, mientras que la de Gran Bretaña tenía en esa edad al 20.5% y la de Estados Unidos al 1.9%.
La mayor parte de los barcos nuevos y más eficaces pertenecían a las flotas del Estado. En 1951 la Argentina superó por primera vez en su historia a las naciones marítimas en el tonelaje descargado en sus puertos. El gobierno peronista le legó al país un valor neto de 1.000 millones de pesos aproximados, capitalizados en la flota Mercante del Estado. Hasta el derrocamiento de Perón, la Argentina contaba ya con una marina mercante, con una importante gravitación tanto a nivel latinoamericano como mundial.
Tras el sangriento Golpe de Estado de 1955, el gobierno de la Revolución Libertadora decidió desprenderse de la mitad de la flota, conservando solo los buques más antiguos, lo que disparó el precio de los fletes argentinos, perjudicó las exportaciones e hizo perder competitividad a la fuerte industria argentina. En 1956 el dictador Pedro Eugenio Aramburu decidió vender 12 barcos más, pasando de 47 barcos a solo 13, el número de buques más bajo de su historia, la cantidad de toneladas transportadas bajó un 87% durante el régimen de Aramburu, al tiempo que estallaron escándalos de licitaciones fraudulentas que involucraban a familiares y allegados del expresidente de facto Isaac Rojas y del propio Aramburú
En 1960, a través de la ley 15.761, se estableció la fusión la Flota Mercante del Estado con la «Flota Argentina de Navegación de Ultramar» (FANU), dando origen a Empresa Líneas Marítimas Argentinas (ELMA).  
En 1997 se vendieron los últimos seis buques y desapareció ELMA, y toda la Marina Mercante argentina, esas medidas provocaron casi la pérdida de la soberanía en el sector y también la destrucción de la flota estatal de Yacimientos Carboníferos Fiscales (YCF), Yacimientos Petrolíferos Fiscales (YPF) y de la ELMA.
La Liga Naval Argentina es la que lleva adelante la tarea de crear conciencia sobre la importancia de tener una marina mercante de bandera y de esta manera recomponer en parte la balanza comercial de Argentina.[cita requerida]